# Parque Natural de Corralejo

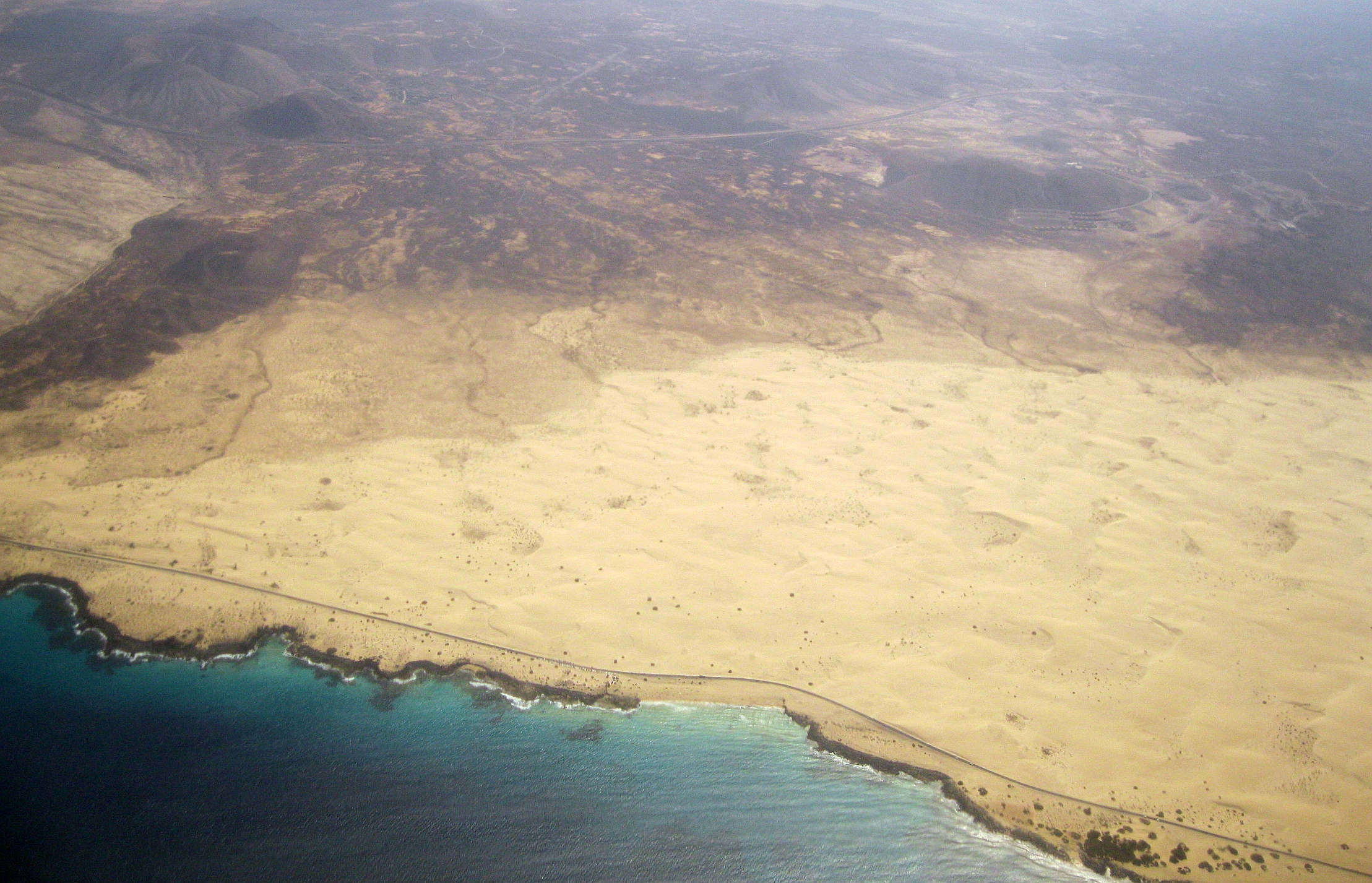
Luftbild: Der südliche Teil des Naturparks, in Küstennähe eine asphaltierte Straße

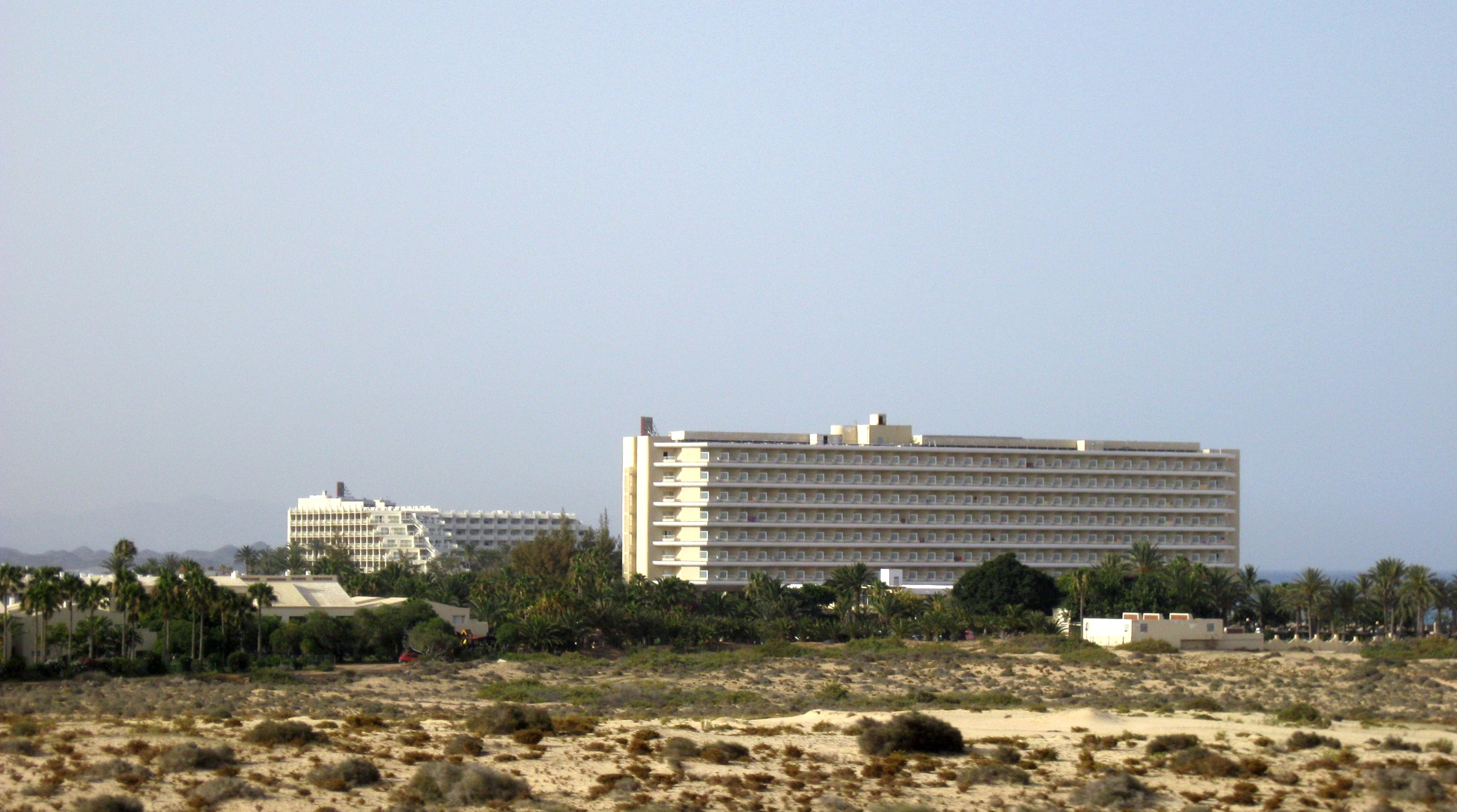
Hotelkomplex im Naturpark

Der Parque Natural de Corralejo ist ein Naturpark auf der zu Spanien gehörenden Kanarischen Insel Fuerteventura.

## Lage
Der Naturpark befindet sich im Nordosten der spanischen Atlantikinsel Fuerteventura und gehört zu der Gemeinde La Oliva. Unmittelbar am nördlichen Rand des Naturparks liegt die Ortschaft Corralejo. Die Fläche des Naturparks beträgt 2668,7 Hektar. Die größte Längsausdehnung beträgt etwa 11 km. Durch den Park verläuft in Nord-Süd-Richtung die asphaltierte Inselstraße FV-104 (ehemals FV-1). Der Durchgangsverkehr wurde mittlerweile auf einen autobahnartig ausgebauten Neubauabschnitt der FV-1 im Landesinneren verlagert. Nach Fertigstellung sollte die Durchfahrt durch den Naturpark geschlossen werden, sie ist jedoch Stand November 2022 weiterhin möglich. Die jetzige Straße FV-104 und die Hotels beeinträchtigen die Ausdehnung der Wanderdünen.

## Geschichte
Die Gründung des Naturparks erfolgte im Jahre 1982 unter der Bezeichnung Parque Natural de la Dunas de Corralejo e Isla de de Lobos. Im Dezember 1994 erfolgte eine Umbenennung in den heutigen Namen. Vor der Ausweisung als Naturpark wurden in den 1970ern mitten in der Dünenlandschaft zwei große Hotelkomplexe (Riu Tres Islas und Riu Oliva Beach) errichtet.

## Natur
Der helle, feine Sand aus Muschelkalk bildet eine Dünenlandschaft, in der sich zahlreiche endemische Pflanzenarten befinden.